# Särkijärvi (sjö i Ruokolax, Södra Karelen)
Särkijärvi är en sjö i kommunen Ruokolax i landskapet Södra Karelen i Finland. Arean är 39 hektar och strandlinjen är 4,13 kilometer lång. Sjön  ingår i Vuoksens huvudavrinningsområde.   Den ligger omkring 46 kilometer nordöst om Villmanstrand och omkring 250 kilometer nordöst om Helsingfors. 